# Franklin Albricias
Franklin Albricias Goetz (Alicante, España, 1889 o 1892 - Pully, distrito de Lavaux-Oron, Cantón de Vaud, Suiza, 1972) fue un pedagogo y político español destacado en la Segunda República Española. Actuó en política en las filas republicanas, y participó activamente en Acción Republicana e Izquierda Republicana. Fue teniente de alcalde del ayuntamiento de Alicante y Presidente de la Diputación Provincial de Alicante.

## Biografía
Su padre fue Francisco Albricias Bacás, natural de Rubí (Barcelona) y afincado en Madrid que se trasladó a Alicante a finales del siglo XIX por recomendación médica en busca de un clima saludable después de perder dos hijos de corta edad. Francisco Albricias dirigió el semanario El Clarín, y fundó en 1897 la Escuela Modelo de Alicante, unas instalaciones que fueron creciendo poco a poco hasta convertirse en referencia en educación y cultura de la ciudad. Sus hijos Lincoln y Franklin se formaron como profesores en dicha Escuela Modelo. Franklin fue el último director de la escuela.
Franklin fue pastor de la Iglesia Evangélica Española, que dependía de la Methodist Episcopal Church. En 1923 fue dirigente de la Liga de Derechos del Hombre de Alicante y directivo del Ateneo Científico, Literario y Artístico de Alicante en los años 1920.
Su actividad masónica la desarrolló en el seno de la logia Numancia n.º 3 de Alicante, integrada en la Gran Logia Simbólica Regional del Levante, de la federación del Gran Oriente Español. Como masón trabajó con el nombre simbólico de "Teófilo". 
Se inició en masonería en 1921, y continuó en su exilio de Argel, en donde en 1946 era Orador de la logia Hispano n.º 9, perteneciente a la Gran Logia del Norte de África, de la federación del Gran Oriente Español en el Exilio.
Franklin Albricias se inició en política en las filas republicanas, perteneció al Partido Republicano Radical Socialista, pero en 1930 participó activamente en la constitución del Grupo de Acción Republicana, luego constituido en el partido Acción Republicana (AR). 
En las elecciones municipales celebradas el 12 de abril de 1931, Franklin representó al Grupo de Acción Republicana en el Distrito 6.º perteneciente al barrio de San Antón, y fue elegido teniente de alcalde del ayuntamiento de Alicante, elecciones que resultó alcalde Lorenzo Carbonell. Posteriormente pasó en poco tiempo a la presidencia de la Diputación Provincial de Alicante, cargo que compatibilizó con su puesto en el consistorio alicantino. 
Tras la creación de Acción Republicana a primeros de 1934 pasó a ser miembro de la dirección provincial del partido, aunque cesó como concejal y presidente de la Diputación tras la revolución de octubre de 1934 en la que fue preso durante esos días. En 1937, fue vicepresidente provincial de Izquierda Republicana. Tuvo que exiliarse primero en Argel y definitivamente en Suiza. En su trayectoria en la Iglesia Metodista llegó a ser obispo, y miembro del consejo mundial de esta iglesia protestante. En los últimos años de su vida quedó ciego y falleció en 1972 en el municipio suizo de Pully.  
Muy vinculado con el mundo del fútbol, fundó el Club Deportivo Albacete en 1917, primer club de fútbol de la ciudad albaceteña que desapareció en la guerra civil española y que a la postre sirvió de base para la fundación del Albacete Balompié. Franklin Albricias también fue árbitro de fútbol durante los años 1920 en la ciudad de Alicante.

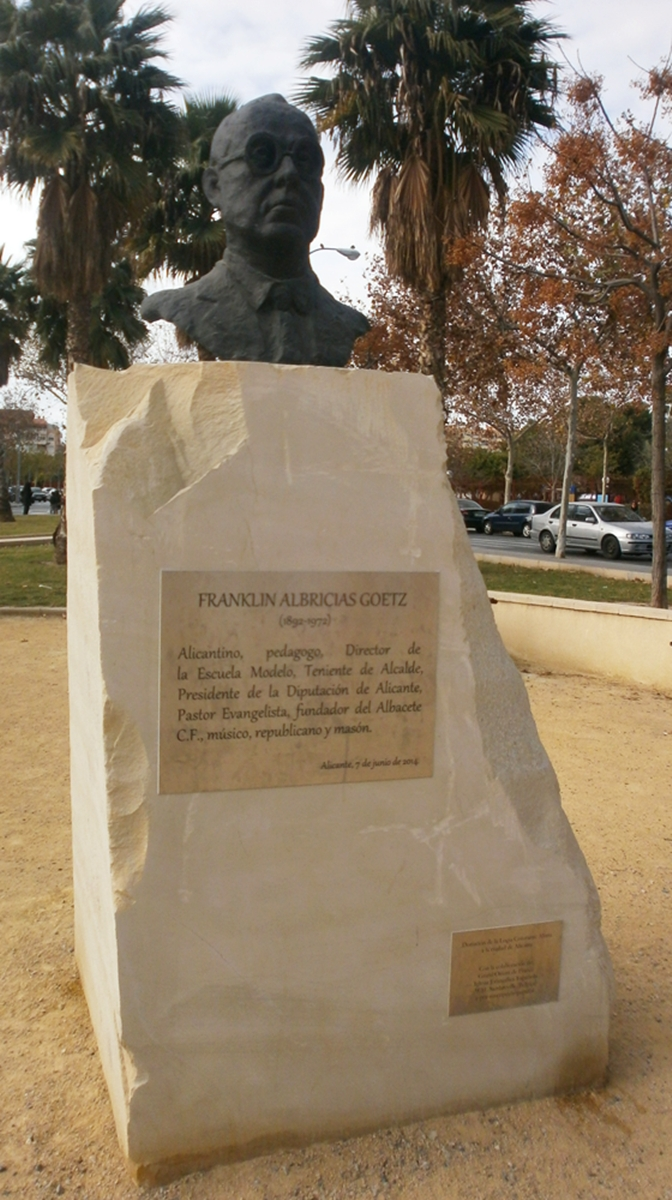
Monumento a Franklin Albricias en Alicante

## Reconocimientos
- En la ciudad de Albacete posee una calle en su memoria.[2]
- El ayuntamiento de Alicante, a propuesta de la Asociación Cultural Alicante Vivo, inscribió en 2010 su nombre en el monolito del "Jardín del Silencio", lugar de descanso de alicantinos ilustres en el cementerio de Alicante.[6]
- La Sociedad Benéfica Constante Alona concede anualmente y desde el año 2008 el Premio Franklin Albricias, a docentes e instituciones educativas que defienden y promueven los valores de la libertad, la igualdad y la solidaridad en la enseñanza.
- Desde algunos movimientos culturales de Alicante se viene solicitando al ayuntamiento la creación de una calle dedicada a Franklin Albricias en la ciudad alicantina.[7] Todo este esfuerzo se vería recompensado el 10 de junio de 2013 con la aprobación por parte del Ayuntamiento de Alicante a petición de la Logia Constante Alona, de la rotulación de una plaza pública con su nombre, inaugurada el 29 de junio de ese mismo año.
- El 7 de junio de 2014 por donación de la Sociedad Benéfica Constante Alona, en la plaza se encuentra un monolito de mármol coronado por un busto de Franklin Albricias, obra del escultor Luis Gámez Lomeña
- El 29 de febrero de 2024, familiares descendientes de Franklin Albricias, fueron recibidos en la diputación de Alicante, gracias a la mediación de miembros de la Logia Constante Alona 105.[8]